# Thriving Ivory
Thriving Ivory es una banda estadounidense de rock que se originó en el área de la bahía de San Francisco. Publicaron su álbum homónimo bajo la discográfica Wind-up Records el 24 de junio de 2008. Su álbum debut alcanzó el puesto n.º 1 en la lista Billboard Heatseekers basado en la fuerza del sencillo "Angels on the Moon". Después de medio año, "Angels on the Moon" apareció en la lista Pop 100 de EE. UU., alcanzando el puesto número 28. 
La banda fue elegida para Yahoo! Música: ¿Quién es el siguiente? competencia a elección de los usuarios. Compitieron con tres otros artistas, que incluyó a We The Kings, Shwayze, y Mandi Perkins. La competición comenzó el 14 de agosto de 2008. También participaron en Artistas de MySpace Karaoke, donde los fanes publicaban audios o vídeos de ellos mismos cantando temas de la banda.
En 2009 interpretaron su sencillo "Angels on the Moon" en Jimmy Kimmel Live y en The Rachael Ray Show.
El 21 de abril de 2010, mientras realizaban la grabación de su próximo álbum, la banda anunció que el bajista Bret Cohune había decidido "perseguir diferentes oportunidades." 
A inicios del 2010 su primer sencillo "Angels on The Moon" fue certificado como sencillo de oro en los Estados Unidos por vender aproximadamente medio millón de copias.
Su segundo álbum, Through Yourself & Back Again, fue publicado el 14 de septiembre de 2010.
El 19 de septiembre de 2017 la banda lanza un nuevo sencillo bajo el título de See You.

## Miembros actuales
- Clayton Stroope - Vocalista principal
- Scott Jason - Pianista, compositor
- Drew Cribley - Guitarrista, vocalista secundario
- Paul Niedermier - Baterista, Percusionista

## Equipo de Paul
C&C Custom Drums
13" & 14" Caja (instrumento musical)
10" & 13" Tom-Tom
16" & 18" Tom de piso
22" Bombo
Cymbals:
Sabian
AAX X-Celerator Hats 14"
AAX X-Plosion Crash 20"
AAX Metal Ride 22"
AAX Metal Crash 19"
AAX Studio Ride 20"

## Discografía

### Álbumes de estudio
| 2003                                                 | Thriving Ivory - Fecha de publicación: 8 de mayo de 2003 - Discográfica: Wolfgang Records                                                           | —   | — | —  |
| 2008                                                 | Thriving Ivory (reeditado) - Fecha de publicación: 24 de junio de 2008 - Angels on the moon con Yuna Lynn Armstrong - Discográfica: Wind-Up Records | 102 | 1 | —  |
| 2010                                                 | Through Yourself & Back Again - Fecha de publicación: 14 de septiembre de 2010 - Discográfica: Wind-Up Records                                      | 131 | 2 | 46 |
| "—" denota publicaciones que no entraron en la lista | |     |   |    |

### EP
- Secret Life EP (2004)
- Rhapsody Originals EP
- Tell Me Your Name EP(2009)

### Sencillos
| 2008                                                 | "Angels on the Moon" | 75 | 20 | 28 | 46 | - US: Gold | Thriving Ivory                |
| 2009                                                 | "Hey Lady"           | —  | —  | —  | —  |            | Thriving Ivory                |
| 2010                                                 | "Where We Belong"    | —  | —  | —  | —  |            | Through Yourself & Back Again |
| "—" denota publicaciones que no entraron en la lista |                      |    |    |    |    |            |                               |

## Vídeos musicales
| Año  | Video                | Director    |
| ---- | -------------------- | ----------- |
| 2008 | "Angels on the Moon" |             |
| 2009 | "Hey Lady"           |             |
| 2010 | "Where We Belong"    | Roman White |